# Antonio Pesenti
Antonio Pesenti (ur. 17 maja 1908 w Zogno; zm. 10 czerwca 1968 w Bergamo) – włoski kolarz szosowy startujący wśród zawodowców w latach 1929–1939. Zwycięzca Giro d’Italia w 1932. Trzeci kolarz Tour de France (1931).

## Najważniejsze zwycięstwa
- 1930 - etap Giro d’Italia
- 1932 - etap i klasyfikacja generalna Giro d’Italia
- 1932 - etap w Tour de France